# Ludwig Evertz
Ludwig Evertz (* 7. Mai 1955 in Bocholt) ist ein ehemaliger deutscher Journalist, Redakteur, Fernsehmoderator und Reporter.

## Werdegang
Der aus Bocholt stammende Evertz spielte als Jugendlicher Tennis und wurde in Nordrhein-Westfalen Landesvizemeister.
Er studierte an der Freien Universität Berlin Politikwissenschaft und spielte in dieser Zeit Volleyball beim Post SV Berlin. Er schloss sein Studium mit Diplom ab und reiste anschließend zu einem einjährigen Work & Travel in die Vereinigten Staaten. Als Praktikant kam er 1984 zur Regionalnachrichtensendung buten un binnen von Radio Bremen und wurde im darauffolgenden Jahr als fester Redakteur angestellt. Sportjournalismus sei nie sein Berufsziel gewesen, so Evertz, der ursprünglich vor hatte, Auslandskorrespondent werden wollte. 1992 beerbte er Jörg Wontorra als Leiter der Fernsehsportredaktion und war seitdem unter anderem hauptverantwortlich für die Produktion des sportblitz. Ab 1988 arbeitete Evertz auch für die ARD bei sportlichen Großveranstaltungen: So war er beispielsweise bei jeweils sechs Fußball-Welt- und Europameisterschaften sowie sieben Olympischen Sommer- und vier Winterspielen im Einsatz.
Nach rund 28 Jahren als Sportchef von Radio Bremen ging Evertz im Februar 2021 in den Ruhestand.